# Cascada de Fraga da Pena
La Cascada de Fraga da Pena (en portugués: Cascata da Fraga da Pena) es una cascada portuguesa que se localiza en las proximidades de la localidad de Benfeita, Arganil, Distrito de Coímbra, en la Sierra del Açor.
Esta cascada tiene origen en un accidente geológico y es considerada uno de los mayores recursos naturales del paisaje protegido de la Serra do Açor.
Las aguas que se desprenden de esta cascada corren por un valle muy apartado en la montaña, dando así origen a un micropaisaje, que surge de forma repentina, dotado de una vegetación abundante.
El desnivel de la Cascada da Fraga da Pena llega apenas a los 20 metros de altura.